# Nuits européennes des papillons nocturnes
Les Nuits européennes des papillons nocturnes (European Moth Nights, EMN) sont une manifestation organisée une fois par année, les observateurs de papillons doivent collecter ou observer les papillons nocturnes pendant une nuit sur leurs sites favoris en Europe; les données doivent être transmises à la centrale des EMN. Ils doivent collaborer avec d’autres collègues et intégrer des gens intéressés par la recherche sur le terrain. 
Une manifestation avec les objectifs suivants :
1. des contacts nationaux et internationaux doivent être entretenus entre les entomologistes et amis de la nature; un travail d’équipe devrait être réalisé ;
2. dresser un instantané à large échelle des papillons nocturnes volant au même moment, avec une attention particulière sur leur conservation et la protection de leurs habitats ;
3. les données récoltées et les analyses doivent être accessibles au public.

## Premières Nuits Européennes des papillons nocturnes (12 au 16 août 2004)
Participants 154 de 21 pays. Nombre de lieu de capture 159 de 23 pays. Nombre d’espèces de papillons de nuit (Macroheterocera) 850 (31 % des espèces européennes). Résultats et analyses: voire adresse Internet. Aussi la revue „Atalanta“ (Juillet 2005), 36 (1/2): S. 311-358 (DE – Marktleuthen).

## Deuxièmes Nuits Européennes des papillons nocturnes (30 juin au 4 juillet 2005)
Participants 400 de 23 pays. Nombre de lieu de capture 380 de 24 pays. Nombre d’espèces de papillons de nuit (Macroheterocera) 975 (36 % des espèces européennes). Résultats et analyses: voire adresse Internet. Internet. Aussi la revue „Atalanta“ (August 2007), 38 (1/2): S. 229-277 + 309 (DE – Marktleuthen).

## Troisièmes Nuits Européennes des papillons nocturnes (27 avril au1ermai 2006)
Participants 392 de 26 pays. Nombre de lieu de capture 436 de 29 pays. Nombre d’espèces de papillons de nuit (Macroheterocera) 553 (20 % des espèces européennes). Résultats et analyses: voire adresse Internet.

## Prochaine activité
- Quatrièmes Nuits européennes des papillons nocturnes : du 11 au 15 octobre 2007
- Cinquièmes Nuits européennes des papillons nocturnes : du 24 au 28 juillet 2008
- Sixièmes Nuits européennes des papillons nocturnes : du 21 au 25 mai 2009
- Septièmes Nuits européennes des papillons nocturnes : 9 au 13 octobre 2010

## Contacts
- Ladislaus RESER, Entomologische Gesellschaft Luzern, Kasernenplatz 6, CH-6003 Luzern - ladislaus.reser@lu.ch
- Mihály KÁDÁR, Magyar Lepkészeti Egyesület, Zoványi J. u. 19/B/9, H-4033 Debrecen - inachis@t-online.hu